# 로이스 맥스웰
로이스 맥스웰(Lois Maxwell, 1927년 2월 14일 ~ 2007년 9월 29일)는 캐나다의 배우이다. 영화 《007 시리즈》의 "미스 머니페니" 역으로 이름을 알렸다.

## 출연 작품
- 할리퀸 - 진실 게임 (1998)
- 귀여운 여인 (1989)
- 더 블루 맨 (1985)
- 007 뷰 투 어 킬 (1985)
- 007 옥터퍼시 (1983)
- 007 유어 아이스 온리 (1981)
- 남자 간호원 (1980)
- 로스트 앤드 파운드 (1979)
- 007 문레이커 (1979)
- 007 나를 사랑한 스파이 (1977)
- 크레이지 보이 - 홍콩 소동 (1975)
- 007 황금총을 가진 사나이 (1974)
- 007 죽느냐 사느냐 (1973)
- 끝없는 밤 (1972)
- 007 다이아몬드는 영원히 (1971)
- 더 어드벤처스 (1970)
- 007과 여왕 (1969)
- 오케이 코네리 (1967)
- 007 두번 산다 (1967)
- 007 선더볼 작전 (1965)
- 007 골드핑거 (1964)
- 더 헌팅 (1963)
- 007 위기일발 (1963)
- 로리타 (1962)
- 세인트(영어판) (1962)
- 007 살인번호 (1962)
- 타임 위드아웃 피티 (1957)
- 코리도 오브 미러 (1948)
- 댓 하겐 걸 (1947)
- 천국으로 가는 계단 (1946)